# Bamba Mbaye
 (octobre 2014).
Si vous disposez d'ouvrages ou d'articles de référence ou si vous connaissez des sites web de qualité traitant du thème abordé ici, merci de compléter l'article en donnant les références utiles à sa vérifiabilité et en les liant à la section « Notes et références ».
 (octobre 2014).
Améliorez-le ou discutez des points à vérifier. 
Bamba Mbaye, né le 17 novembre 1982 à Dakar, est un taekwondoïste sénégalais. Il a remporté la médaille d'or lors du Championnat d'Afrique de 2012 dans la catégorie des paires de Poumsé (aussi orthographié poomsae, technique d’ensemble codifiée) avec Tidia Sadio, remportant également une médaille de bronze des deuxième place des Poumsé par équipe de trois.
Seul Sénégalais 5 fois champion du Sénégal consécutif[réf. nécessaire], il devient le premier entraineur ouest-africain diplômé de l'académie internationale de taekwondo de l'université de Kyung Hee en Corée du Sud. Il occupe le poste de sélectionneur national depuis septembre 2014[réf. nécessaire].